# Championnat de République tchèque de hockey sur glace 2008-2009
Saison précédente Saison suivante
La saison 2008-2009 est la seizième saison des championnats de hockey sur glace de République tchèque : l’Extraliga, la première division, la 1. liga, second échelon, la 2. liga, troisième division et des autres divisions inférieures. Les résultats présentés ici ne reprendront que les trois premières divisions.

## Résultats de l'Extraliga

### Déroulement
Les quatorze équipes de la division élite jouent chacune un total de 52 matchs soit quatre confrontations pour chaque équipe au cours de la saison, deux à domicile et deux à l'extérieur. À l'issue de la saison régulière, les six meilleures équipes sont directement qualifiées pour les séries, les quatre suivantes jouent pour les deux dernières places des playoffs et les quatre dernières jouent une poule de relégation, poule à l'issue de laquelle la dernière équipe devra jouer son maintien contre la meilleure équipe de 1.liga.
Les matchs de la saison régulière se déroulent entre le 9 septembre 2008 et le 19 février 2009

### Équipes engagées
Cette section reprend la liste des équipes de l'Extraliga. Le HC Slavia Praha est champion en titre alors que le BK Mladá Boleslav vient de la 1.liga.
| - HC Bílí Tygři Liberec - HC Moeller Pardubice - HC České Budějovice - HC Sparta Praha - RI Okna Zlín - HC Slavia Praha - HC Energie Karlovy Vary | - HC Geus Okna Kladno - HC Znojemští Orli - HC Oceláři Třinec - HC Vítkovice Steel - HC Litvínov - HC Lasselsberger Plzeň - BK Mladá Boleslav |

### Première phase

#### Classement de la saison régulière
| Place | Équipe                         | PJ | V  | VP | DP | D  | BP  | BC  | Pts |
| ----- | ------------------------------ | -- | -- | -- | -- | -- | --- | --- | --- |
| 1er   | HC Slavia Praha                | 52 | 23 | 9  | 6  | 14 | 176 | 150 | 93  |
| 2e    | HC Moeller Pardubice           | 52 | 24 | 5  | 8  | 15 | 162 | 149 | 90  |
| 3e    | HC Litvínov                    | 52 | 23 | 7  | 3  | 19 | 159 | 146 | 86  |
| 4e    | HC Sparta Praha                | 52 | 22 | 7  | 6  | 17 | 147 | 137 | 86  |
| 5e    | RI Okna Zlín                   | 52 | 21 | 9  | 3  | 19 | 145 | 151 | 84  |
| 6e    | HC Energie Karlovy Vary        | 52 | 20 | 7  | 9  | 16 | 150 | 142 | 83  |
| 7e    | HC Lasselsberger Plzeň         | 52 | 24 | 2  | 6  | 20 | 160 | 157 | 82  |
| 8e    | HC Vítkovice Steel             | 52 | 20 | 7  | 5  | 20 | 145 | 132 | 79  |
| 9e    | Bílí tygři Liberec             | 52 | 21 | 2  | 7  | 22 | 159 | 161 | 74  |
| 10e   | HC Oceláři Třinec              | 52 | 16 | 8  | 7  | 21 | 167 | 175 | 71  |
| 11e   | HC Mountfield České Budějovice | 52 | 19 | 4  | 6  | 23 | 137 | 146 | 71  |
| 12e   | HC Znojemští Orli              | 52 | 17 | 5  | 7  | 23 | 126 | 144 | 68  |
| 13e   | HC GEUS OKNA Kladno            | 52 | 14 | 8  | 8  | 22 | 132 | 160 | 66  |
| 14e   | BK Mladá Boleslav              | 52 | 15 | 5  | 4  | 28 | 131 | 146 | 59  |

#### Meilleurs pointeurs
Cette section présente les meilleurs pointeurs de la saison régulière. La seconde mention d'assistance est de retour, contrairement aux deux saisons passées.
|    | Joueur          | Équipe                  | PJ | B  | A  | Pts | +/- | Pun |
| -- | --------------- | ----------------------- | -- | -- | -- | --- | --- | --- |
| 1  | Jaroslav Bednář | HC Slavia Praha         | 46 | 27 | 41 | 68  | 31  | 44  |
| 2  | Roman Červenka  | HC Slavia Praha         | 51 | 28 | 31 | 59  | 24  | 56  |
| 3  | Tomáš Vlasák    | HC Lasselsberger Plzeň  | 52 | 27 | 31 | 58  | 6   | 62  |
| 4  | Martin Straka   | HC Lasselsberger Plzeň  | 51 | 22 | 30 | 52  | 12  | 20  |
| 5  | Jiří Polanský   | HC Oceláři Třinec       | 52 | 18 | 32 | 50  | -2  | 84  |
| 6  | Jan Peterek     | HC Oceláři Třinec       | 51 | 14 | 36 | 50  | -1  | 36  |
| 7  | Petr Leška      | RI Okna Zlín            | 52 | 18 | 30 | 48  | 12  | 52  |
| 8  | Ondřej Kratěna  | HC Sparta Praha         | 47 | 21 | 25 | 46  | 16  | 34  |
| 9  | David Hruška    | HC Slavia Praha         | 52 | 31 | 14 | 45  | -1  | 16  |
| 10 | Petr Kumstát    | HC Energie Karlovy Vary | 50 | 18 | 27 | 45  | 14  | 10  |

#### Meilleurs gardiens de but
Pour le classement des gardiens de but, les meilleurs de chaque colonne ont la statistique correspondante mise en gras.
|    | Joueur           | Équipe                  | Min   | BC  | L     | PJ | V  | D  | Moy  | Bl | %Arr  | A | Pun |
| -- | ---------------- | ----------------------- | ----- | --- | ----- | -- | -- | -- | ---- | -- | ----- | - | --- |
| 1  | Jakub Sedláček   | RI Okna Zlín            | 1 617 | 66  | 1 090 | 28 | 19 | 9  | 2,45 | 4  | 94,29 | 1 | 0   |
| 2  | Jakub Štěpánek   | HC Vítkovice Steel      | 1 229 | 44  | 649   | 31 | 15 | 16 | 2,15 | 2  | 93,65 | 1 | 4   |
| 3  | Jaroslav Hübl    | HC Litvínov             | 2 082 | 83  | 1 168 | 35 | 21 | 14 | 2,39 | 5  | 93,37 | 0 | 2   |
| 4  | Lukáš Mensator   | HC Energie Karlovy Vary | 2 868 | 120 | 1 646 | 49 | 27 | 22 | 2,51 | 1  | 93,2  | 0 | 2   |
| 5  | Jan Chábera      | HC Lasselsberger Plzeň  | 2 231 | 88  | 1 201 | 40 | 21 | 19 | 2,37 | 4  | 93,17 | 0 | 6   |
| 6  | Miroslav Kopřiva | HC GEUS OKNA Kladno     | 2 557 | 116 | 1 547 | 42 | 21 | 21 | 2,72 | 2  | 93,02 | 2 | 16  |
| 7  | Marek Pinc       | HC Vítkovice Steel      | 1 937 | 84  | 1 089 | 35 | 19 | 16 | 2,6  | 1  | 92,84 | 1 | 8   |
| 8  | Adam Svoboda     | HC Slavia Praha         | 1 531 | 73  | 853   | 25 | 13 | 12 | 2,86 | 1  | 92,12 | 1 | 2   |
| 9  | Jiří Trvaj       | HC Znojemští Orli       | 3 049 | 133 | 1 522 | 50 | 22 | 28 | 2,62 | 1  | 91,96 | 0 | 0   |
| 10 | Ján Lašák        | HC Moeller Pardubice    | 2 165 | 99  | 1 120 | 37 | 22 | 15 | 2,74 | 1  | 91,88 | 0 | 4   |

### Play-offs

#### Phase préliminaire
- HC Lasselsberger Plzeň 3-2 HC Oceláři Třinec
- HC Vítkovice Steel 3-0 Bílí tygři Liberec

#### Arbre de qualification
|  | Quarts de finale     | Quarts de finale |                 |   | Demi-finales | Demi-finales |  |  | Finale | Finale |
|  | Quarts de finale     | Quarts de finale |                 |   | Demi-finales | Demi-finales |  |  | Finale | Finale |
|  |                      |                  |                 |   |              |              |  |  |        |        |
|  |                      |                  |                 |   |              |              |  |  |        |        |
|  |                      |                  |                 |   |              |              |  |  |        |        |
|  | HC Slavia Praha      | 4                |                 |   |              |              |  |  |        |        |
|  | HC Slavia Praha      | 4                |                 |   |              |              |  |  |        |        |
|  | HC Vítkovice Steel   | 3                |                 |   |              |              |  |  |        |        |
|  | HC Vítkovice Steel   | 3                | HC Slavia Praha | 4 |              |              |  |  |        |        |
|  |                      |                  | HC Slavia Praha | 4 |              |              |  |  |        |        |
|  |                      | HC Plzeň         | 1               |   |              |              |  |  |        |        |
|  | HC Moeller Pardubice | HC Plzeň         | 1               | 3 |              |              |  |  |        |        |
|  | HC Moeller Pardubice |                  |                 | 3 |              |              |  |  |        |        |
|  | HC Plzeň             | 4                |                 |   |              |              |  |  |        |        |
|  | HC Plzeň             | 4                | HC Slavia Praha | 2 |              |              |  |  |        |        |
|  |                      |                  | HC Slavia Praha | 2 |              |              |  |  |        |        |
|  |                      | HC Karlovy Vary  | 4               |   |              |              |  |  |        |        |
|  | HC Litvínov          | HC Karlovy Vary  | 4               | 0 |              |              |  |  |        |        |
|  | HC Litvínov          |                  |                 | 0 |              |              |  |  |        |        |
|  | HC Karlovy Vary      | 4                |                 |   |              |              |  |  |        |        |
|  | HC Karlovy Vary      | 4                | HC Karlovy Vary | 4 |              |              |  |  |        |        |
|  |                      |                  | HC Karlovy Vary | 4 |              |              |  |  |        |        |
|  |                      | HC Sparta Praha  | 2               |   |              |              |  |  |        |        |
|  | HC Sparta Praha      | HC Sparta Praha  | 2               | 4 |              |              |  |  |        |        |
|  | HC Sparta Praha      |                  |                 | 4 |              |              |  |  |        |        |
|  | RI Okna Zlín         | 1                |                 |   |              |              |  |  |        |        |
|  | RI Okna Zlín         | 1                |                 |   |              |              |  |  |        |        |

## Résultats de la 1.liga
Les 15 équipes de la 1.liga jouent chacune 46 matchs au cours de la saison régulière. Un classement est établi et les quatre meilleures équipes sont directement qualifiées pour les quarts-de-finale. Les huit équipes suivantes jouent pour les quatre places restantes au meilleur des trois matchs. Les autres tours sont joués au meilleur des quatre matchs. L'équipe qui remporte les séries a le droit de jouer une série en quatre matchs gagnant contre la dernière équipe d'Extraliga.
Les quatre dernières équipes de la première phase jouent une phase de relégation en conservant les points de la première et les deux dernières équipes jouent une phase de barrage contre les deux meilleures équipes de 2.liga.
| Division Ouest (Skupina západ) - HC Havířov - HC Dukla Jihlava - HC Kometa Brno - HC Olomouc - HC VOKD Poruba - HC Chrudim - HC Benátky nad Jizerou - SK Horácká Slavia Třebíč | Division Est (Skupina východ) - Slovan Ústí nad Labem - HC Berounští Medvědi - HC Most - HC Rebel Havlíčkův Brod - HC VCES Hradec Králové - HC Vrchlabí - KLH Chomutov - Sportovní klub Kadaň |

### Classement de la première phase
| Place | Équipe                   | PJ | V  | VP | DP | D  | BP  | BC  | Pts |
| ----- | ------------------------ | -- | -- | -- | -- | -- | --- | --- | --- |
| 1er   | HC Slovan Ústečtí Lvi    | 46 | 32 | 6  | 2  | 6  | 152 | 77  | 110 |
| 2e    | HC Kometa Brno           | 46 | 29 | 3  | 7  | 7  | 172 | 105 | 100 |
| 3e    | KLH Chomutov             | 46 | 26 | 8  | 3  | 9  | 180 | 104 | 97  |
| 4e    | HC Vrchlabí              | 46 | 27 | 5  | 5  | 9  | 134 | 106 | 96  |
| 5e    | HC Chrudim               | 46 | 22 | 4  | 6  | 14 | 144 | 128 | 80  |
| 6e    | HC VCES Hradec Králové   | 46 | 20 | 4  | 5  | 17 | 148 | 122 | 73  |
| 7e    | HC Dukla Jihlava         | 46 | 19 | 2  | 4  | 21 | 126 | 138 | 65  |
| 8e    | HC Olomouc               | 46 | 16 | 6  | 2  | 22 | 129 | 121 | 62  |
| 9e    | HC Rebel Havlíčkův Brod  | 46 | 17 | 3  | 3  | 23 | 112 | 127 | 60  |
| 10e   | HC Havířov               | 46 | 14 | 5  | 5  | 22 | 118 | 143 | 57  |
| 11e   | Sportovní klub Kadaň     | 46 | 12 | 8  | 4  | 22 | 120 | 135 | 56  |
| 12e   | HC Benátky nad Jizerou   | 46 | 16 | 2  | 3  | 25 | 98  | 147 | 55  |
| 13e   | SK Horácká Slavia Třebíč | 46 | 13 | 4  | 7  | 22 | 131 | 149 | 54  |
| 14e   | HC Berounští Medvědi     | 46 | 13 | 4  | 4  | 25 | 83  | 125 | 51  |
| 15e   | HC Most                  | 46 | 12 | 3  | 5  | 26 | 111 | 162 | 47  |
| 16e   | HC VOKD Poruba           | 46 | 12 | 1  | 3  | 30 | 93  | 162 | 41  |

### Play-offs

#### Phase préliminaire
- HC Chrudim 0-3 HC Benátky nad Jizerou
- HC VCES Hradec Králové 3-1 Sportovní klub Kadaň
- HC Dukla Jihlava 3-1 Havířovská hokejová společnost
- HC Olomouc 3-1 HC Rebel Havlíčkův Brod

#### Arbre de qualification 1.liga
|  | Quarts de finale       | Quarts de finale |                       |  | Demi-finales | Demi-finales |  |  | Finale | Finale |
|  | Quarts de finale       | Quarts de finale |                       |  | Demi-finales | Demi-finales |  |  | Finale | Finale |
|  |                        |                  |                       |  |              |              |  |  |        |        |
|  |                        |                  |                       |  |              |              |  |  |        |        |
|  |                        |                  |                       |  |              |              |  |  |        |        |
|  | HC Slovan Ústečtí Lvi  | 4                |                       |  |              |              |  |  |        |        |
|  | HC Slovan Ústečtí Lvi  | 4                |                       |  |              |              |  |  |        |        |
|  | HC Benátky nad Jizerou | 1                |                       |  |              |              |  |  |        |        |
|  | HC Benátky nad Jizerou | 1                | HC Slovan Ústečtí Lvi |  |              |              |  |  |        |        |
|  |                        |                  |                       |  |              |              |  |  |        |        |
|  |                        | HC Kometa Brno   |                       |  |              |              |  |  |        |        |
|  | HC Kometa Brno         | 4                |                       |  |              |              |  |  |        |        |
|  | HC Kometa Brno         | 4                |                       |  |              |              |  |  |        |        |
|  | HC Olomouc             | 0                |                       |  |              |              |  |  |        |        |
|  | HC Olomouc             | 0                |                       |  |              |              |  |  |        |        |
|  |                        |                  |                       |  |              |              |  |  |        |        |
|  |                        |                  |                       |  |              |              |  |  |        |        |
|  | KLH Chomutov           | 4                |                       |  |              |              |  |  |        |        |
|  | KLH Chomutov           | 4                |                       |  |              |              |  |  |        |        |
|  | HC Dukla Jihlava       | 0                |                       |  |              |              |  |  |        |        |
|  | HC Dukla Jihlava       | 0                | KLH Chomutov          |  |              |              |  |  |        |        |
|  |                        |                  |                       |  |              |              |  |  |        |        |
|  |                        |                  |                       |  |              |              |  |  |        |        |
|  | HC Vrchlabí            | 3                |                       |  |              |              |  |  |        |        |
|  | HC Vrchlabí            | 3                |                       |  |              |              |  |  |        |        |
|  | HC VCES Hradec Králové | 2                |                       |  |              |              |  |  |        |        |
|  | HC VCES Hradec Králové | 2                |                       |  |              |              |  |  |        |        |

## Résultats de la 2.liga
La 2.liga est composée de deux groupes de 16 et 20 équipes.
| Division Ouest (Skupina západ) - HC Baník Sokolov - HC Děčín - HC Junior Mělník - HC Klatovy - HC Klášterec nad Ohří - HC Kobra Praha - HC Predators Česká Lípa - HC Průmstav Develop Rokycany - HC Roudnice nad Labem - HC Stadion Litoměřice - HC Trutnov - HC VHS Benešov - HC Vlci Jablonec nad Nisou - HC ZVVZ Milevsko - HC Řisuty - Hockey Club Tábor - IHC Písek - KLH Vajgar Jindřichův Hradec - NED Hockey Nymburk - TJ SC Kolín | Division Est (Skupina východ) - HC Bobři Valašské Meziříčí - HC Břeclav - HC Nový Jičín - HC Orlová - HC Slezan Opava - HC Spartak Pelhřimov - HC TJ Šternberk - HC Uničov - HC ZUBR Přerov - HHK Velké Meziříčí - HK Jestřábi Prostějov - Hokej Šumperk 2003 - SHK Hodonín - SKLH Žďár nad Sázavou - Valašský hokejový klub - VSK Technika Brno |